# Meroglossa punctata
Meroglossa punctata är en biart som beskrevs av Rayment 1935. Meroglossa punctata ingår i släktet Meroglossa och familjen korttungebin. Inga underarter finns listade i Catalogue of Life.

## Bildgalleri

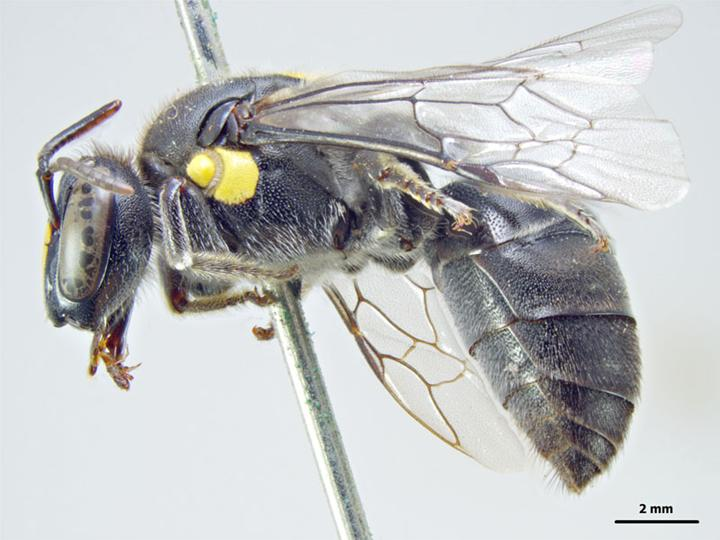